# Henryk Gortat
Henryk Gortat (ur. 1915, zm. 12 marca 1985) – polski „Sprawiedliwy wśród Narodów Świata”.

## Życiorys
W trakcie II wojny światowej pomagał Żydom. Latem 1941 r., kiedy wywieziono wszystkich Żydów z Czerwińska w dystrykcie warszawskim i internowano w pobliskim getcie w Nowym Dworze Mazowieckim, Gliksmanom wraz z dwójką małych dzieci udało się uciec z transportu. Po powrocie do Czerwińska ukryli się w podziemnym schronie na cmentarzu katolickim, który sami wykopali, wyruszając nocą w poszukiwaniu pożywienia u swoich polskich znajomych. Kilka tygodni później Niemcy odkryli kryjówkę i rozstrzelali rodziców Gliksmanów. Świadkami morderstwa było wielu miejscowych Polaków, wśród nich Henryk Gortat, który odważnie prosił Niemców o oszczędzenie dzieci. Niemiecki dowódca operacji przekazał Gortatowi trzyletnią Miriam Gliksman, która ją adoptowała. Gortat, kierując się względami humanitarnymi, obdarzył małą Miriam miłością i opiekował się nią z oddaniem do 1945 roku. Po wojnie Gortat przekazał Miriam Gliksman do placówki żydowskiej, gdzie została odnaleziona przez krewną. 
Według innej z wersji, Miriam trafiła do Gortata za sprawą jej rodziców, którzy wyczuwając niebezpieczeństwo przekazali mu córeczkę dzień prędzej. 

W późniejszych wspomnieniach pomoc poczynioną Żydom opisywał następującoː 
(…) „Biorąc to bezdomne, osierocone maleństwo pod swój dach zdawaliśmy sobie sprawę z całej grozy sytuacji (…) Przez pięć długich, tragicznych, okupacyjnych lat drżeliśmy na myśl, że o fakcie tym dowiedzą się Niemcy, tym bardziej, że ów żandarm, który nie miał sumienia zabić dzieci, został zastrzelony przez Niemców. Dziecko traktowaliśmy jak własną córkę, okazując mu wiele troski i miłości, chroniąc je stale przed niebezpieczeństwem rozpoznania przez Niemców. Po wyzwoleniu Marysia (takie daliśmy dziewczynce imię) w wieku 8 lat zaczęła uczęszczać do szkoły podstawowej w Czerwińsku. Gdy miała 10 lat (1947 r.) zgłosił się do nas przedstawiciel Centralnego Komitetu Żydów w Polsce i zabrał dziewczynkę do Domu Dziecka im. Dawida Guzika w Otwocku, ul. Bolesława Prusa nr 11. Stąd po niedługim czasie dziewczynka została zabrana przez swego wuja (brata rozstrzelanej matki) do Francji. Uratowana dziewczynka mieszka tam nadal, wyszła za mąż, jej nazwisko po mężu - Mendel. 
Był ojcem Ryszarda Gortata, późniejszego wójta gminy w Czerwińsku. 
Henryk Gortat jest pochowany na Cmentarzu Parafialnym w Czerwińsku nad Wisłą (L/V/26, grób 1687). 
30 grudnia 1979 r. Instytut Jad Waszem uhonorował Henryka Gortata medalem „Sprawiedliwy wśród Narodów Świata”.